# Таршинская
Таршинская — опустевшая деревня в Белозерском районе Вологодской области. Входит в состав Шольского сельского поселения, с точки зрения административно-территориального деления — в Шольский сельсовет (до 17 марта 2000 года входила в Сотозерский сельсовет)).
По переписи 2002 года население — 1 человек.

## География
Расположена на берегу Сотозера. С востока находится Сангозеро.
Географическое положение
Расстояние до районного центра Белозерска по автодороге — 122 км, до центра муниципального образования села Зубово по прямой — 14 км. Ближайшие населённые пункты — Кузнецово, Мишино, Подсосенье.

## Население
| 2010 |
| ---- |
| 0    |

## Инфраструктура
Личное подсобное хозяйство.

## Транспорт
Просёлочные дороги.